# Route 368 (Québec)
Pour les articles homonymes, voir Route 368.
La route 368 (R-368) est une route régionale québécoise située sur la rive nord du fleuve Saint-Laurent et sur l'île d'Orléans. Elle dessert la région administrative de la Capitale-Nationale.

## Tracé
La route 368 débute à l'échangeur entre la route 138 et l'A-40 à Québec dans l'arrondissement Beauport. Elle traverse ensuite le chenal de l'île d'Orléans sur le pont de l'île-d'Orléans pour atteindre l'île du même nom. Elle fait une boucle autour de cette île dans le sens horaire pour se terminer sur elle-même.

## Localités traversées (de l'ouest vers l'est)
Liste des municipalités dont le territoire est traversé par la route 368, regroupées par municipalité régionale de comté (MRC).

### Capitale-Nationale
Hors MRC
- Québec
  - Arrondissement Beauport

L'Île-d'Orléans
- Saint-Pierre-de-l'Île-d'Orléans
- Sainte-Famille-de-l'Île-d'Orléans
- Saint-François-de-l'Île-d'Orléans
- Saint-Jean-de-l'Île-d'Orléans
- Saint-Laurent-de-l'Île-d'Orléans
- Sainte-Pétronille
- Saint-Pierre-de-l'Île-d'Orléans

## Intersections majeures
| MRC                                           | Municipalité                      | km    | Destinations                                                                                   | Notes                                                                           |
| --------------------------------------------- | --------------------------------- | ----- | ---------------------------------------------------------------------------------------------- | ------------------------------------------------------------------------------- |
| Québec                                        | Québec                            | 0,00  | R-138 ouest (Boulevard Sainte-Anne Ouest)                                                      | La R-368 ouest devient la R-138 ouest                                           |
| Québec                                        | Québec                            | 0,00  | A-40 ouest vers A-440 – Québec (Centre-ville)                                                  | Sortie 325 de l'A-40; terminus est de l'A-40                                    |
| Québec                                        | Québec                            | 0,00  | R-138 est – Sainte-Anne-de-Beaupré                                                             |                                                                                 |
| Fleuve Saint-Laurent                          | Fleuve Saint-Laurent              |       | Pont de l'Île-d'Orléans                                                                        | Pont de l'Île-d'Orléans                                                         |
| L'Île-d'Orléans                               | Saint-Pierre-de-l'Île-d'Orléans   | 3,90  | R-368 ouest / Route Prévost – Sainte-Pétronille, Saint-Laurent-de-l'Île-d'Orléans              | Terminus est de la R-368                                                        |
| L'Île-d'Orléans                               | Sainte-Famille-de-l'Île-d'Orléans | 19,10 | Rue du Mitan – Saint-Jean-de-l'Île-d'Orléans                                                   | Route traversant l'Île d'Orléans du nord au sud                                 |
| L'Île-d'Orléans                               | Saint-François-de-l'Île-d'Orléans | 32,70 | Rue Lemelin                                                                                    | Point le plus à l'est de la R-368; début du trajet vers l'ouest au sud de l'île |
| L'Île-d'Orléans                               | Saint-Jean-de-l'Île-d'Orléans     | 43,50 | Rue du Mitan – Sainte-Famille-de-l'Île-d'Orléans                                               | Route traversant l'Île d'Orléans du nord au sud                                 |
| L'Île-d'Orléans                               | Saint-Laurent-de-l'Île-d'Orléans  | 60,20 | Route Prévost – Saint-Pierre-de-l'Île-d'Orléans                                                |                                                                                 |
| L'Île-d'Orléans                               | Saint-Pierre-de-l'Île-d'Orléans   | 70,20 | R-368 est / Route Prévost / Pont de l'Île-d'Orléans – Québec, Saint-Laurent-de-l'Île-d'Orléans |                                                                                 |
| - Terminus de multiplex - Transition de route |                                   |       |                                                                                                |                                                                                 |